# LIV. Armeekorps
LIV. Armeekorps var en tysk armékår under andra världskriget. Kåren sattes upp den 1 juni 1941.

## operation Barbarossa

### Organisation
Armékårens organisation den 10 juni 1941:
- 170. Infanterie-Division
- 50. Infanterie-Division

## Slaget om Sevastopol

### Organisation
Armékårens organisation den 3 september 1941:
- 72. Infanterie-Division
- 73. Infanterie-Division

## Befälhavare
Kårens befälhavare:
- Generaloberst Carl Hilpert  20 januari 1943–1 augusti 1943